# 高淓
高淓（1470年—？），字潁之，直隸揚州府江都縣人，軍籍，明朝政治人物。

## 生平
弘治十四年（1501年）辛酉科應天府鄉試第一百三十名。弘治十八年（1505年）乙丑科進士。選翰林院庶吉士。
正德二年（1507年）十月授官兵科給事中。其父高铨因得罪劉瑾下獄，高淓請以身代。劉瑾伏誅，父親得以雪冤。正德九年五月升兵科右給事中，十年五月升南京光禄寺少卿。

## 家族
曾祖父高直，贈通議大夫左督都御史；祖父高亨，封左評事、贈通議大夫右副都御史；父高銓，正議大夫資治尹南京工部右侍郎。母許氏 (封淑人）。具庆下。兄高济，工部员外郎。